# ایندیپندنت (فیلم ۲۰۰۰)
«ایندیپندنت» (انگلیسی: The Independent)  یک فیلم کمدی آمریکایی مستندنما محصول سال ۲۰۰۰ به کارگردانی استیون کسلر  با بازی جری استیلر، جانین گاروفالو، و بن استیلر است.

## داستان
استیلر یک فیلم‌ساز مستقلی را به تصویر می‌کشد که فیلم‌های کمتر شناخته‌شده فیلم درجه ب را با مانند دوازده مرد خبیث می‌سازد. 